# John T. Thompson

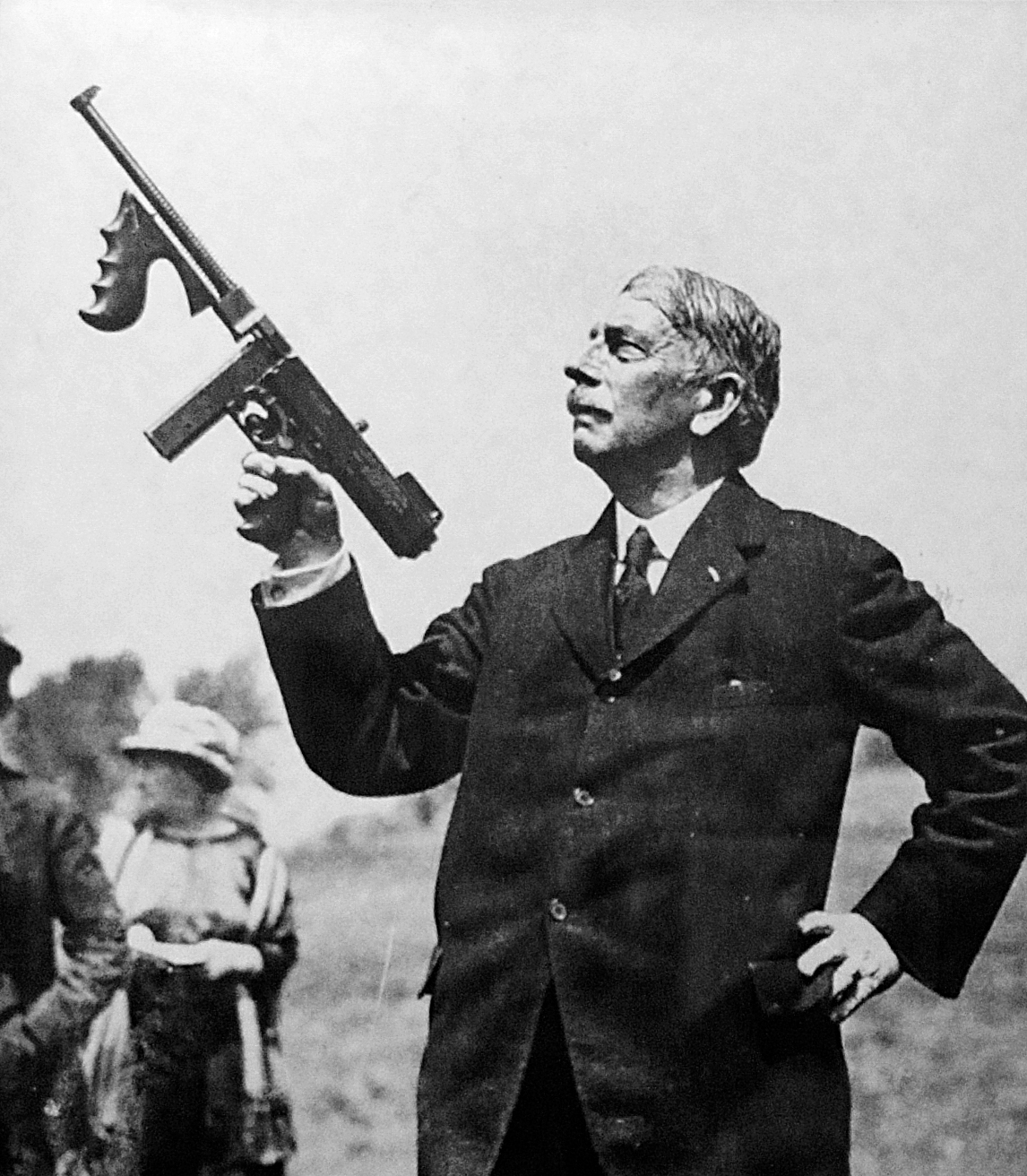
Generál John T. Thompson se svým samopalem M 1921

John Taliaferro Thompson (31. prosince 1860 Newport, Kentucky – 21. června 1940 Great Neck, Long Island, New York) byl brigádní generál Spojených států amerických, který se proslavil, kromě armádní kariéry, jako vynálezce samopalu Thompson.